# Colegiul Național „Roman Vodă” din Roman
Colegiul Național „Roman Vodă” este o instituție de învățământ liceal din municipiul Roman, România, situată pe str. Mihai Eminescu nr. 4. Clădirea colegiului este monument istoric, înscrisă în lista monumentelor istorice din județul Neamț cu codul  NT-II-m-B-10664.01.
Din punct de vedere arhitectonic este identic cu Colegiul Național „Unirea” din Focșani  și cu Colegiul Național „Ion C. Brătianu” din Pitești.

## Istoric
Școala s-a deschis la 30 septembrie 1872.